# Psychomyia dugpa
Psychomyia dugpa är en nattsländeart som beskrevs av Schmid 1975. Psychomyia dugpa ingår i släktet Psychomyia och familjen tunnelnattsländor. Inga underarter finns listade i Catalogue of Life.